# خورشیدگرفتگی ۱۴ مارس ۱۸۰۱
خورشیدگرفتگی ۱۴ مارس ۱۸۰۱ (به انگلیسی: Solar eclipse of 1۴ مارس ۱۸۰۱) یک خورشیدگرفتگی از نوع خورشیدگرفتگی جزئی است. این خورشیدگرفتگی در تاریخ ۱۴ مارس ۱۸۰۱ روی داد که زمان اوج آن، ساعت ۱۵:۴۵:۳۵ به‌وقت ساعت هماهنگ جهانی بوده‌است.